# Prochaetosoma longicapitata
Prochaetosoma longicapitata is een rondwormensoort uit de familie van de Draconematidae. De wetenschappelijke naam van de soort is voor het eerst geldig gepubliceerd in 1932 door Allgen.